# Clausena laxiflora
Clausena laxiflora är en vinruteväxtart som beskrevs av Quisumb. & Merrill. Clausena laxiflora ingår i släktet Clausena och familjen vinruteväxter. Inga underarter finns listade i Catalogue of Life.